# Шлат (Верхняя Австрия)
Шлат (нем. Schlatt (Oberösterreich)) — коммуна (нем. Gemeinde) в Австрии, в федеральной земле Верхняя Австрия. 
Входит в состав округа Фёклабрук.  Население составляет 1366 человек (на 31 декабря 2005 года). Занимает площадь 11 км². Официальный код  —  41736.

## Политическая ситуация
Бургомистр коммуны — Алойс Штайнхубер (АНП) по результатам выборов 2003 года.
Совет представителей коммуны (нем. Gemeinderat) состоит из 19 мест.
- АНП занимает 11 мест.
- СДПА занимает 7 мест.
- АПС занимает 1 место.